# L'angelo scatenato
L'angelo scatenato (Angel Unchained) è un film statunitense del 1970 diretto da Lee Madden.

## Trama
Angel è un motociclista che si unisce ad un gruppo di hippy vicino ad una piccola città. Quando alcuni criminali locali li attaccano, Angel è costretto a chiamare i suoi vecchi amici per vendicarsi.